# 1,4-环庚二烯
1,4-环庚二烯（英語：1,4-Cycloheptadiene，或称为环庚-1,4-二烯）是一种环烯烃，分子式C7H10，高度可燃，常温常压下为无色澄清液体。它在环庚三烯的还原反应中以副产物生成。它和钯形成的配合物是黄色的。